# Морські лілії
Морські́ лі́лії (Crinoidea) — клас безхребетних тварин типу голкошкірих. Відомі з нижнього ордовику, найбільшого розквіту досягали у середньому палеозої.

## Розповсюдження
Живуть виключно в солоній воді. Зустрічаються в усіх регіонах світового океану включно з арктичними та антарктичними водами. Діапазон глибин, на яких можуть зустрічатись морські лілії, досить широкий, від мілководних ділянок до глибини 9700 м.

## Будова тіла

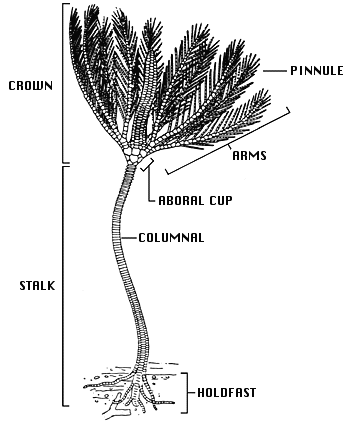
Будова тіла морської лілії

Морські лілії, як і інші голкошкірі, мають п'ятипроменеву симетрію. Тіло цих тварин складається з стеблинки (у деяких відсутня), чашечки та рук. Стеблинка може досягати кількох метрів в довжину та має скелет у вигляді довгого стовпчика дископодібних кальцитових члеників. У верхній частині тіла розташовується чашечка, широкою стороною направлена вгору, що захищає травну систему з ротовим і анальним отвором. Чашечка компактна, округлої форми і утворена розташованими радіально п'ятикутними пластинками. Від неї вгору відходять довгі промені (руки), які теж мають скелет (так звані брахіальні пластинки, які з'єднані м'язами). Руки забезпечені борозенками з війками, допомагають постачати їжу і направляти її в рот. Кількість рук дорівнює 5. Зазвичай вони сильно розгалужені, загальна кількість відростків може досягати 200.
Морських лілій за будовою тіла поділяють на:
- стебельчасті (близько 80 видів) — мають членисту стеблинку довжиною до 1 м, за допомогою якої прикріплюються до субстрату. Ведуть нерухомий спосіб життя.
- безстебельчасті (близько 460 видів) — мають невеликі рухомі відростки — цирри, які відходять від тіла та дозволяють тварині рухатись (плавати і повзати) або тимчасово прикріплюватись до субстрату. Найрізноманітніші на мілині тропічних морів. Мають яскраве забарвлення.

Ротовий отвір морських лілій веде до стравоходу, який переходить у шлунок, а потім до кишечника, який має один або кілька вигинів. На відміну від інших голкошкірих, тіло морських лілій розташоване оральною стороною вгору, аборальна сторона напрямлена вниз.
Органи чуття відсутні, нервова система складається з кільця, яке розташоване у епітелії навколо стравоходу, та численних тяжів які відходять від нього та розгалужуються.
Дихання відбувається скоріш за все через шкіру, амбулакральні ніжки та анальний отвір.

## Спосіб життя
Нерухомі або малорухливі тварини, ведуть прикріплений спосіб життя. Стебельчасті морські лілії живуть зазвичай на великих глибинах, безстебельчасті — на невеликих та мають зазвичай яскраве забарвлення. Спосіб харчування досить примітивний у порівнянні з іншими голкошкірими. Живляться дрібними планктонними організмами та частинками детриту, які падають на їх промені та транспортуються до ротового отвору амбулакральними ніжками.
Ворогами морських лілій є хижі риби, деякі ракоподібні, молюски родини Melanellidae, які живляться м'якими тканинами цих тварин. Також на морських ліліях внаслідок їх невеликої рухливості можуть паразитувати різні черви.

## Розмноження
Усі морські лілії роздільностатеві. Запліднення зовнішнє. З яйця виходить планктонна личинка овальної форми доліолярія, яка через 2 — 3 доби опускається на дно та прикріплюється до субстрату. Після цього починається диференціація личинки. У неї з'являється чашечка, та «стебло», утворюється ротовий отвір. Ця стадія личинки називається цистодій. Після цього у личинки з'являється п'ятипроменева симетрія, краями чашечки утворюються вирости-«руки», личинка стає схожою на дорослу особину. Ця стадія називається пентакринус. Розміри пентакринуса 1 — 4 см. Для деяких арктичних видів характерна турбота про потомство.

## Систематика
В основу класифікації морських лілій покладене розташування пластинок у чашечці, а також кількість і розташування рук. Усі сучасні морські лілії належать до підкласу Articulata, який поділяється на 2 ряди: Bourgueticrinida (стебельчасті, близько 15 % видів) та Comatulida (безстебельчасті, близько 85 % видів).

## Еволюція

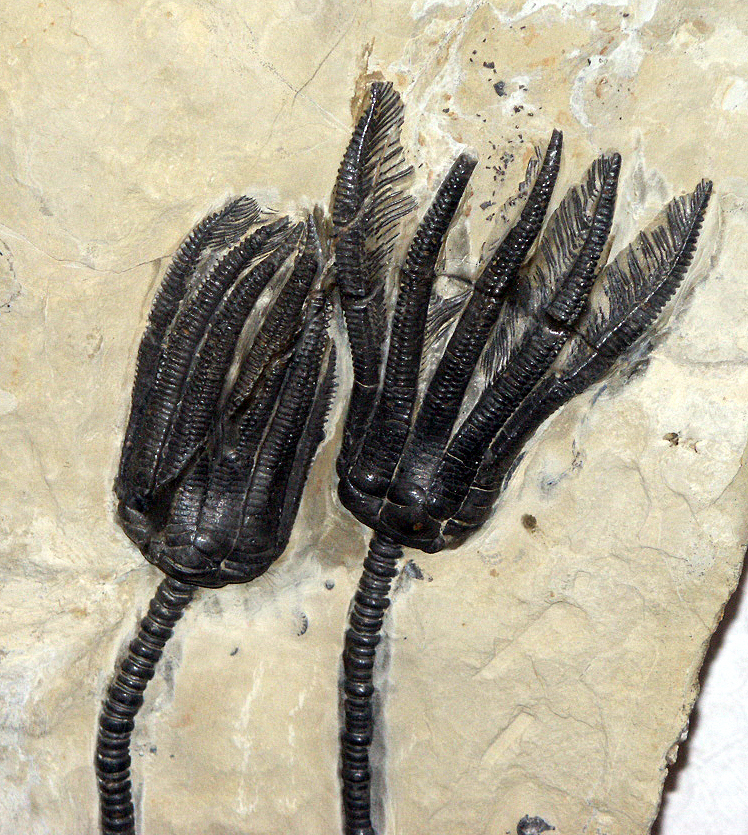
Викопні морські лілії

З'явившись на початку ордовику, морські лілії стрімко захопили багато екологічних ніш. «Сади» морських лілій були досить поширеними екосистемами дна океанів того часу. У палеозої морські лілії були настільки численними, що деякі вапняки цілком складаються з їх викопних решток. Багато таких скам'янілостей знаходять, наприклад, в силурійських відкладах Великої Британії та США, а також у девонських породах США, девонських і тріасових шарах у Німеччині.
В середньому палеозої існувало 11 підкласів морських лілій, до яких належало понад 5 тис. видів. Зараз існує лише один підклас Articulata (відомий ще з тріасу).
Велике вимирання, що відбулося наприкінці пермського періоду, призвело до різкого скорочення кількості морських лілій. Більшість видів зникло, і до кінця тріасу дожили лише деякі. У мезозої кріноідеї знову набули великого поширення. Але в кайнозої їх кількість і різноманіття знову почали скорочуватися, і сьогодні морські лілії представлені невеликим числом видів (близько 540).
Найбільша знайдена скам'яніла морська лілія має стеблинку довжиною 40 м, потрапляючи таким чином до переліку найбільших відомих тварин усіх часів.

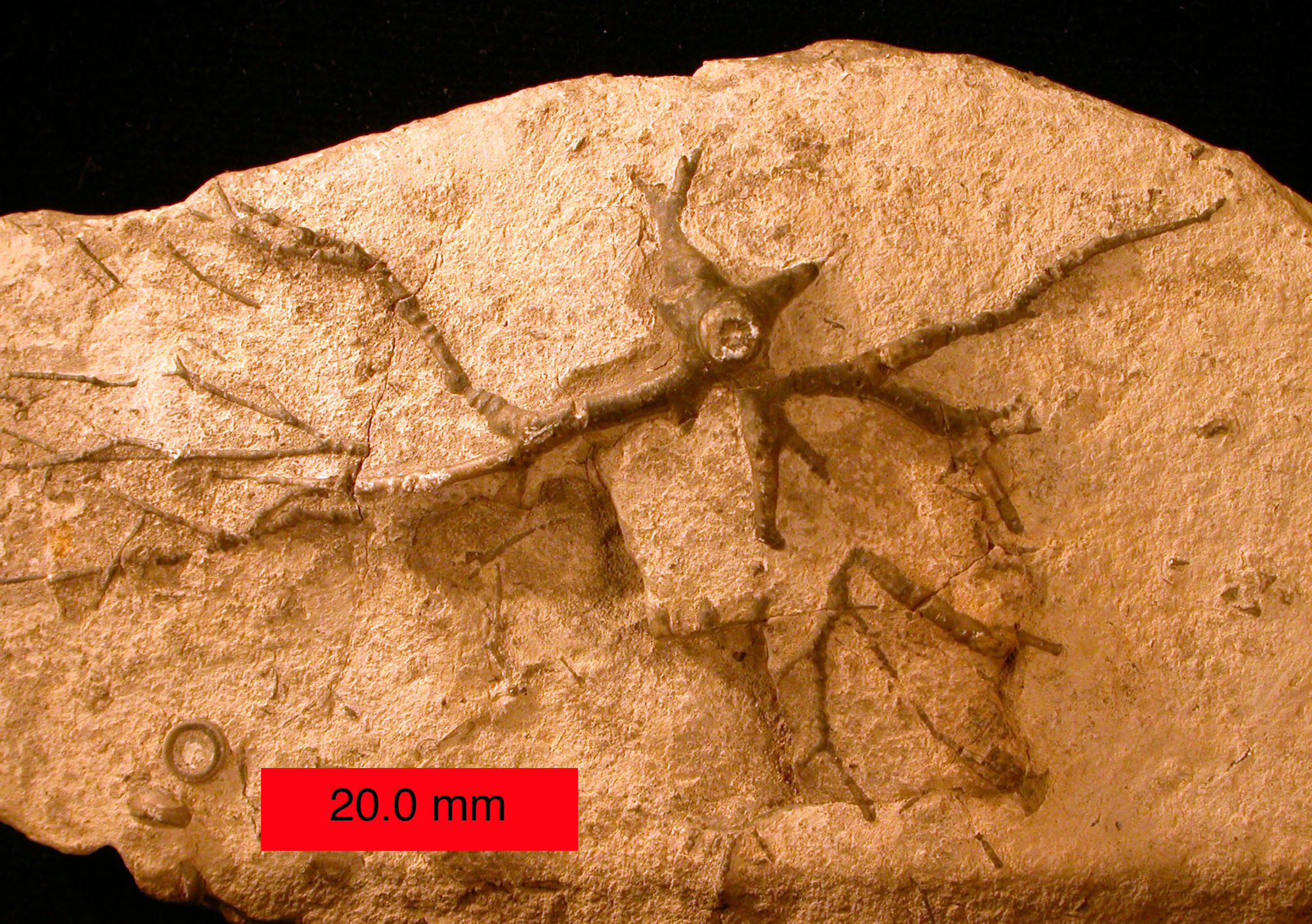
Коренеподібна силурійська морська лілія, Огайо, США
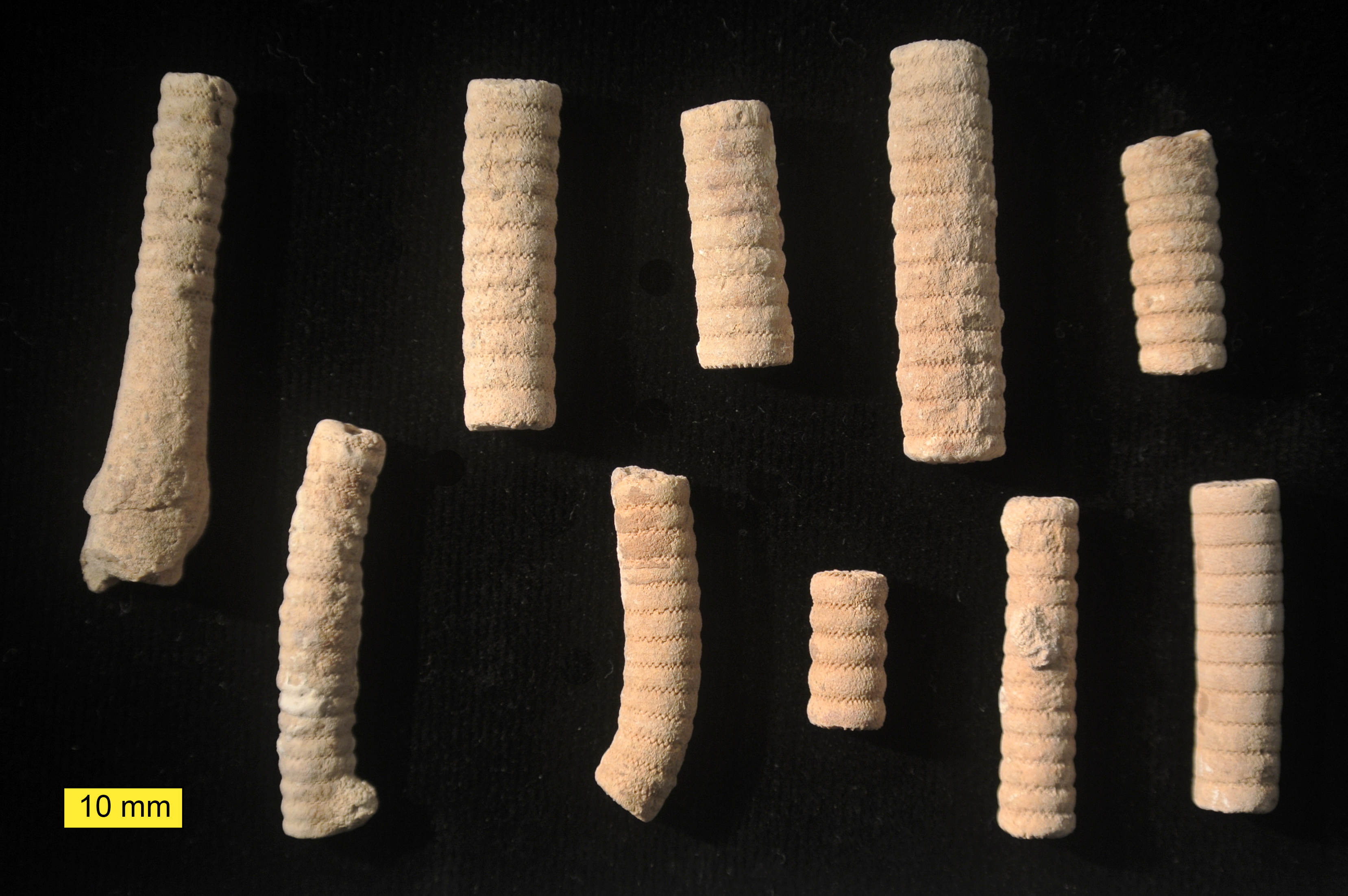
Стебла юрських кріноїд з південного Ізраїлю
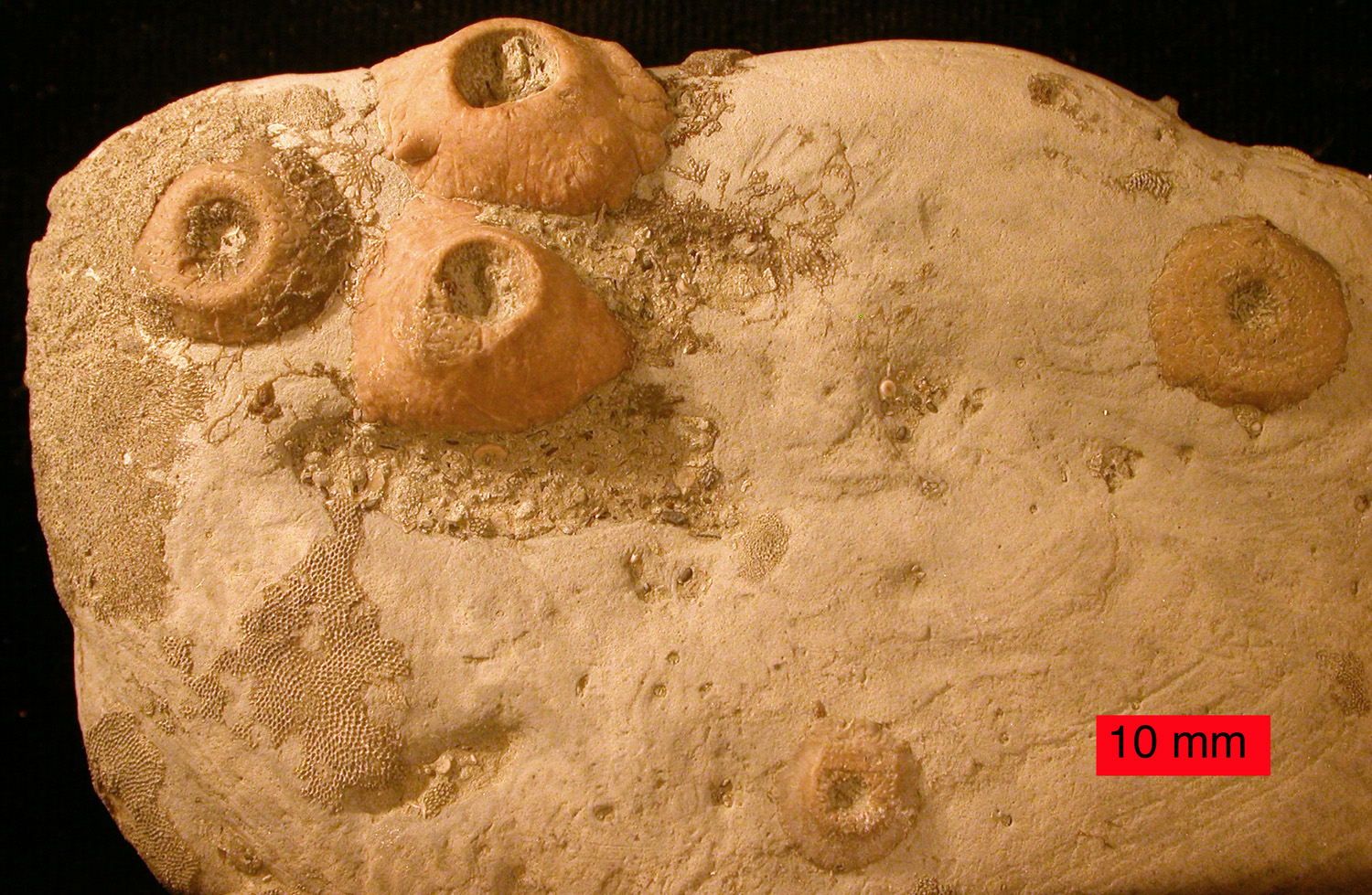
Викопні рештки ордовицьких кріноїд, Кентуккі, США
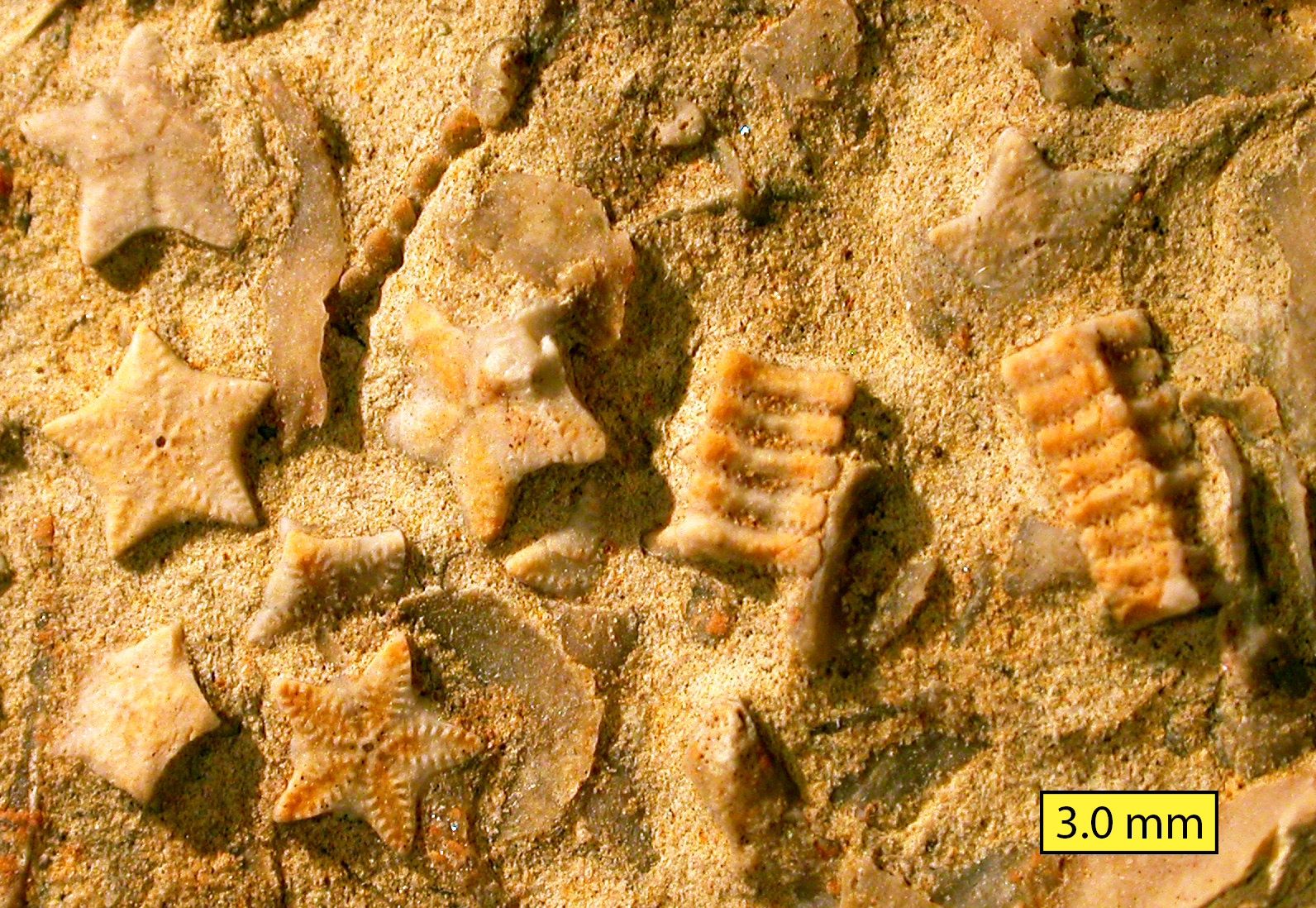
Рештки Isocrinus nicoleti з юрських порід, Юта, США
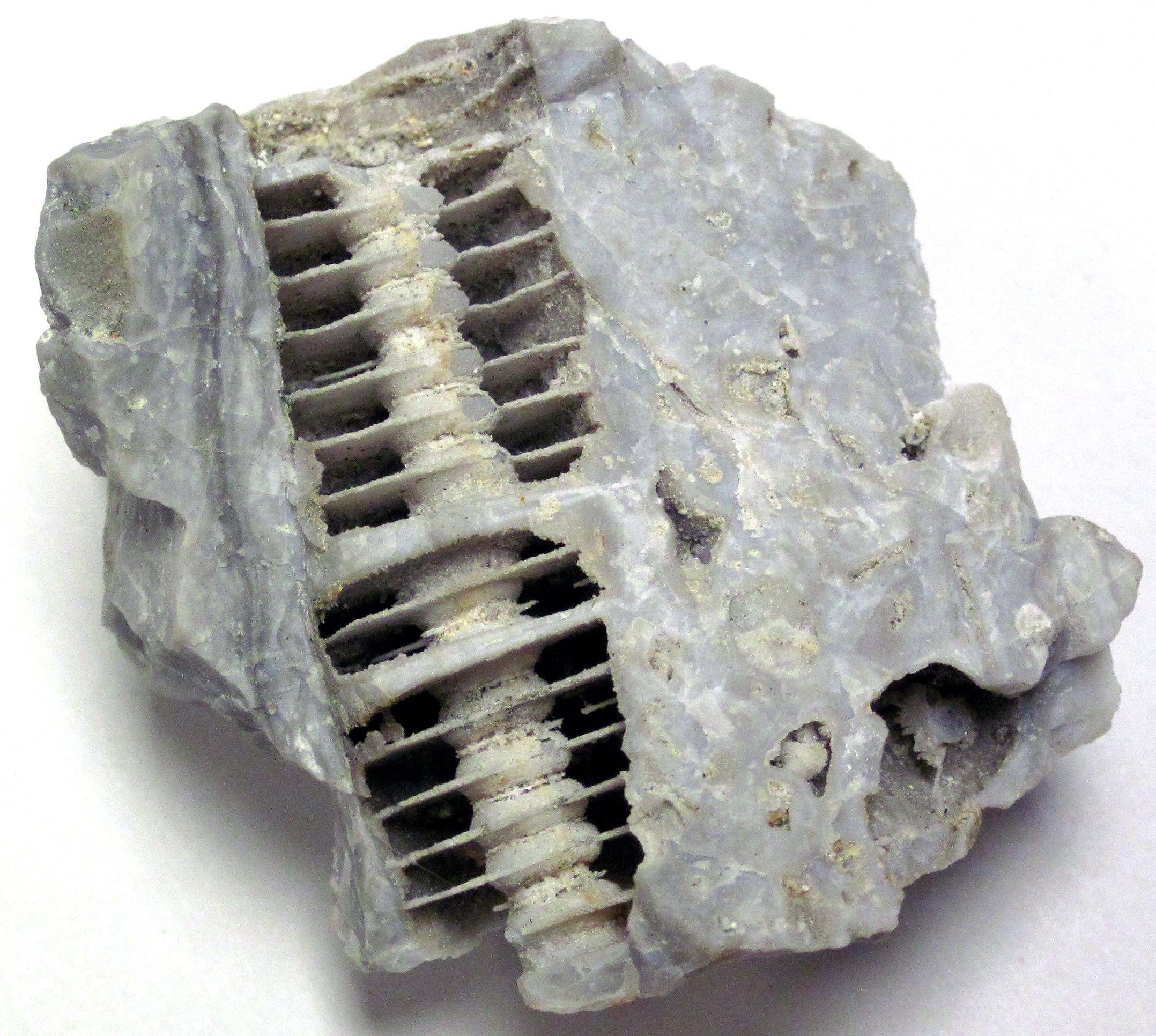
Залишки морської лілії у вапняку.

## Культурний вплив
Членики морських лілій — зірки і диски із отвором в центрі, інколи з'єднані в стовпчики, — здавна привертали увагу людей. Багатокутні членики кріноідей у формі зірки англійці називали «кам'яними зірками» і робили різні припущення про їх зв'язок з небесними тілами. Перша писемна згадка про них належить англійському натуралістові Джону Рею у 1673 році. В 1677 році його співвітчизник, натураліст Роберт Пліт (1640–1696), припустив, що з члеників цих тварин були зроблені чотки святого Кутберта, єпископа Ліндісфарну. На узбережжі Нортумберленда ці скам'янілості так і називають — «чотки святого Кутберта».
У липні 2022 року новий викопний вид морської лілії Ausichicrinites zelenskyyi, відкритий в Африці на території Ефіопії, польські палеонтологи назвали на честь президента України Володимира Зеленського — «за мужність і відвагу, виявлені у захисті вільної України».